# Pomorska Brygada Obrony Narodowej

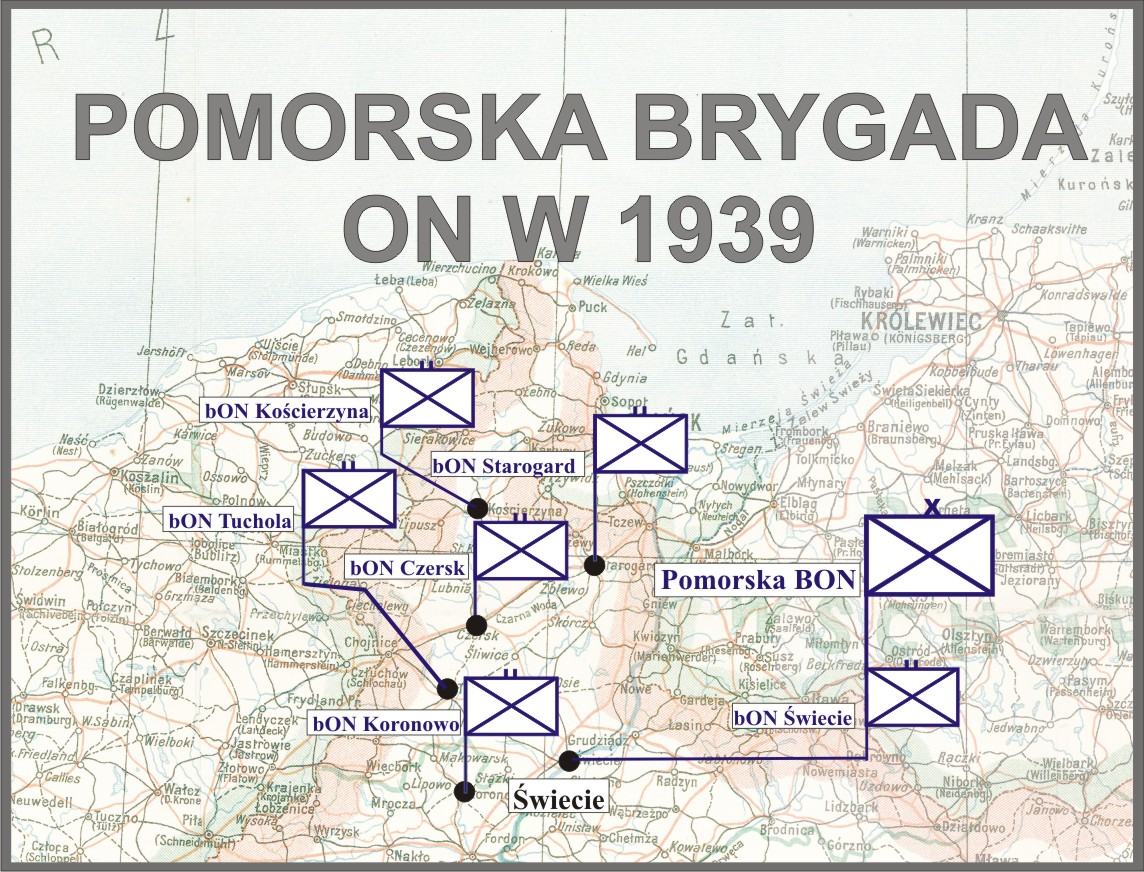
Pomorska Brygada ON

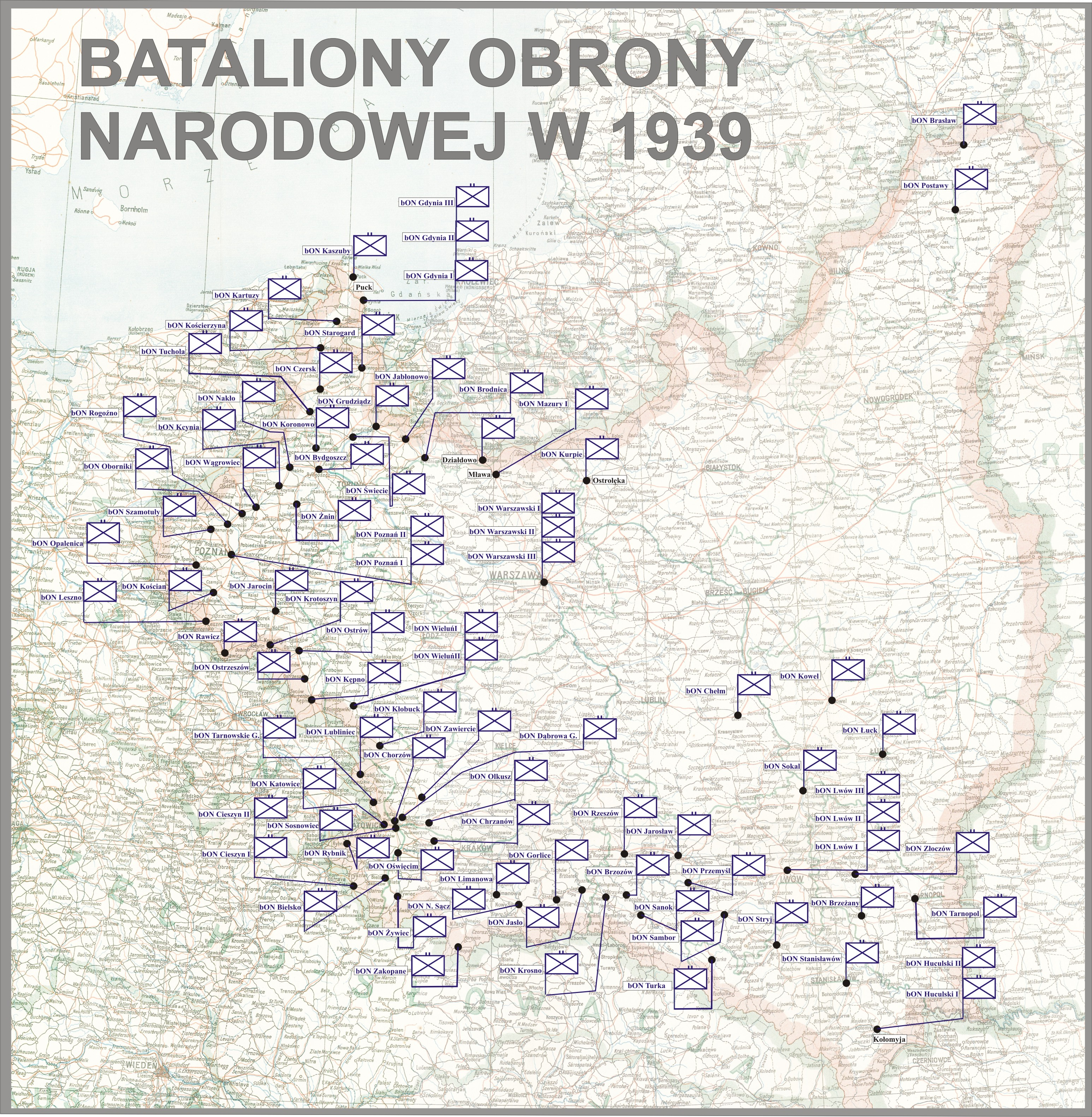
Obrona Narodowa w 1939

Pomorska Brygada Obrony Narodowej – brygada Obrony Narodowej Wojska Polskiego II Rzeczypospolitej.

## Historia brygady
Na podstawie rozkazu L.dz. 1601/Tjn.ON.I Departamentu Piechoty Ministerstwa Spraw Wojskowych z dnia 2 maja 1939 roku istniejące od niespełna dwóch lat dowództwo Pomorskiej Brygady ON w Toruniu zostało przemianowane na dowództwo Chełmińskiej Brygady ON. Równocześnie z dniem 31 maja 1939 roku zorganizowano nowe dowództwo Pomorskiej Brygady ON w Świeciu. W maju 1939 roku na stanowisko dowódcy brygady został wyznaczony pułkownik piechoty Kazimierz Tadeusz Majewski, dotychczasowy długoletni dowódca 38 pułku piechoty Strzelców Lwowskich w Przemyślu.
Dowódcy Pomorskiej Brygady ON podporządkowano cztery istniejące od 1937 roku bataliony ON: Czerski, Kościerski, Starogardzki i Tucholski, które przeformowano na etat batalionu ON typ II. W maju 1939 roku został sformowany Świecki batalion ON według etatu batalionu ON typ IV. W pierwszej połowie czerwca 1939 roku został utworzony Koronowski batalion ON według etatu batalionu ON typ S.
W kampanii wrześniowej dowództwo brygady występowało jako dowództwo Oddziału Wydzielonego (Zgrupowania) „Chojnice”, w składzie którego znalazły się dwa bataliony ON: czerski i tucholski.
Kościerski Batalion ON wszedł w skład Oddziału Wydzielonego „Kościerzyna”. 1 września dowódcy oddziału podporządkowany został również II Gdyński batalion ON.
Oba oddziały wydzielone wraz z Pomorską BK tworzyły Grupę Osłonową „Czersk” pod dowództwem generała brygady Stanisława Grzmot-Skotnickiego.
Starogardzki Batalion ON wszedł w skład Oddziału Wydzielonego „Wisła” i bronił odcinka na południe od Tczewa. Po walkach w rejonie Tczewa i Saratowic Górnych udało mu się wydostać z okrążenia i przejść w rejon Chełmna.
Koronowski Batalion walczył w składzie 9 Dywizji Piechoty, a Świecki batalion ON w składzie 16 Dywizji Piechoty.

## Organizacja pokojowa brygady w czerwcu 1939 roku
- Dowództwo Pomorskiej Brygady ON
  - dowódca brygady – płk piech. Kazimierz Tadeusz Majewski
  - szef sztabu – mjr dypl. Edmund Michalski
- Tucholski batalion ON
- Starogardzki batalion ON
- Czerski batalion ON
- Kościerski batalion ON
- Koronowski batalion ON
- Świecki batalion ON